# Jednadvacetisekundové vzrušení
Jednadvacetisekundové vzrušení je osmý díl čtvrté řady amerického televizního seriálu Teorie velkého třesku. V této epizodě hostují Wil Wheaton, Eric André, Jesse Heiman, Kristen Kimmick, Ian Scott Rudolph a Owen Thayer. Režisérem epizody je Mark Cendrowski.

## Děj
Partička se chystá na kino promítání filmu Dobyvatelé ztracené archy s 21 sekundami dosud nezveřejněných záběrů. Protože se zdrželi na večeři, je před nimi ve frontě na vstup celkem velké množství lidí. Do kina by se i vešli, předběhl je ale Wil Wheaton a jeho parta, které do kina pustil místní provozní. Partička se nakonec do kina dostane bočním vchodem a Sheldon se rozhodne celý film ukrást.
Bernadette a Amy jsou mezitím na návštěvě u Penny. Bernadette s Penny zjišťují, že se Amy neumí zrovna dobře bavit. Nakonec se Penny uraženě odebírá do koupelny, neboť se jí nelíbí, že se jí ostatní holky ptají na to, proč se rozešla s Leonardem.

## Obsazení
| Johnny Galecki    | Leonard Hofstadter      |
| Jim Parsons       | Sheldon Cooper          |
| Kaley Cuoco       | Penny                   |
| Simon Helberg     | Howard Wolowitz         |
| Kunal Nayyar      | Raj Koothrappali        |
| Mayim Bialik      | Amy Farrah Fowler       |
| Melissa Rauch     | Bernadette Rostenkowski |
| Wil Wheaton       | sebe                    |
| Eric André        | provozní Joey           |
| Jesse Heiman      | člen Wilovy party       |
| Kristen Kimmick   | dívka z fronty          |
| Ian Scott Rudolph | kapitán teplák          |
| Owen Thayer       | Larry                   |